# Urbanistica di Sassari

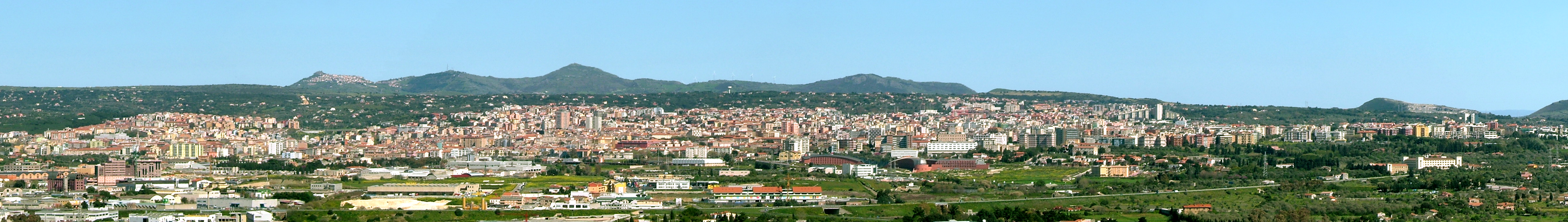
Veduta della città

Sassari, città di 126 000 abitanti, che fu il primo e unico libero comune di Sardegna (1294 circa), rimase cinta di mura fino all'Ottocento. Il centro storico, primo nucleo urbano, si snoda da piazza Sant'Antonio e segue corso Vico, corso Margherita di Savoia, via Torre Tonda, via Brigata Sassari, piazza Castello, via Mercato, corso Trinità. Il tessuto urbano si dipana secondo uno sviluppo geometrico regolare venuto a compromessi con la realtà del territorio e gli eventi storici.
L'asse centrale, ora Corso Vittorio Emanuele, collega una serie di piazze, un tempo assegnate alle diverse classi sociali. Partendo dalla Porta Regia, nella prossimità della stazione ed in asse all'hotel Turritania, e risalendo il ciglio massimo, abbiamo piazza Sant'Antonio, piazza Azuni, piazza Castello e piazza d'Italia, sede della Provincia di Sassari. Da qui parte via Roma, asse centrale del quartiere umbertino, che arriva fino a piazza Conte di Moriana dove in passato, passando attraverso i ripidi tornanti di Scala di Giocca, terminava la strada statale 131 Carlo Felice.

## La città medievale
La città sorse intorno a Pozzo di Villa (Pozzu di Bidda), nell'attuale quartiere di Sant'Apollinare. La genesi è basata su di un nucleo radiale-circolare, poi ampliatosi con un primo anello di edifici, e di un secondo anello tangente il duomo di San Nicola. Venne a formarsi a lato un settore quadrilatero (orientato nord-sud), che comprendeva Santa Caterina nella passata collocazione e l'antico palazzo dei Giudici, poi palazzo del Governo, più una prima espansione ruotata di circa 30 gradi, fino a via Turritana e piazza Tola. Nella fase pre-comunale ai due settori descritti fece da cerniera san Nicola e lentamente si fusero.
Alla costituzione del comune diviene indispensabile la creazione della mura. Questo disegno resterà pressoché immutato fino al XIX secolo per varie ragioni, fra cui la riduzione sistematica della popolazione a causa di guerre e epidemie, l'avvento delle armi da fuoco, l'interesse dei proprietari riuscito sempre a prevalere su quanti intendessero costruire al di fuori. Questo salvo un unico ampliamento cinquecentesco a scopo difensivo, fra via Mercato e viale Umberto I.
La cinta muraria fu iniziata nel XIII secolo dai pisani, ripresa dai genovesi e modificata dagli aragonesi. A forma pentagonale, aveva uno sviluppo di circa 2,5 km, intervallata da 36 torri quadrate, ed una cilindrica, chiamata Turondola in via Torre Tonda, ed interrotta da quattro porte: Sant'Antonio a nord, Utzeri a ovest, Castello a sud (in prossimità del Castello di Sassari), Rosello/Macello a est, accessi legati in origine ad altrettanti quartieri. Anche a Sassari è confermata la teoria di Enrico Guidoni sull'equidistanza degli edifici di governo nei centri medioevali, come chiese parrocchiali, comune, palazzo del Governo e conventi, tutti collocati a distanze precise sia fra essi che in relazione ad un reticolo triangolare. Allo stesso modo dalle quattro porte si riconoscono due assi, il primo da porta Sant'Antonio a porta Castello e l'altro, fra porta Utzeri e la porta Rosello, perfettamente ortogonali. Le porte sono poi collocate a distanze ben precise dall'incrocio dei due assi, ottenute da multipli della canna sassarese (di misura pari a 10 palmi sassaresi da 26,2 centimetri), secondo un modulo di 40 canne. Nel 1330 venne edificato il castello Aragonese, demolito nel 1877. Nell'area risultante ad ovest del castello fu edificata la caserma Lamarmora. Della cinta muraria si conservano ancora circa duecento metri e sei torri, e solo dalla sua demolizione la città riuscirà ad espandersi oltre i limiti naturali, ovvero la valle del Rosello ed il fosso della Noce a nordest, e sul tavolato digradante verso il mare a nordovest.

## La città moderna
Sassari, diventando punto di partenza di un ricco commercio con la Francia, risentì in modo benefico anche della costruzione della strada Cagliari – PortoTorres (detta Carlo Felice come oggi la SS 131) completata nel 1829. Le misure a favore dell'edilizia pubblica e privata, la legge delle chiudende (1820) e quella che aboliva il regime feudale (1836), diedero un ulteriore contributo, malgrado le resistenze dei proprietari per tenere alto il prezzo dei fitti, a promulgare il permesso di costruire al di fuori delle mura.
Nell'800 dopo ben cinque secoli di inerzia urbanistica Sassari esplose oltre la vecchia cinta (pressoché completa) verso la campagna circostante. I varchi divennero ben presto sempre più numerosi e consistenti fino alla demolizione quasi totale delle cortine e delle torri. Grazie alle politiche urbanistiche dei Savoia la città venne abbellita con eleganti palazzi, giardini, portici e lunghi viali alberati. Intorno al centro storico si estesero, a raggiera, i quartieri nati dopo la modernizzazione urbanistica ottocentesca, di cui sono chiaro segno le strade, e le due nuove piazze: piazza Castello e piazza d'Italia, edificata nel 1872 sulla superficie di un ettaro.
La stazione ferroviaria inaugurata nel 1872 iniziò a raccordare tutte le provenienze territoriali (verso Alghero, Sorso, Osilo e Nulvi, Porto Torres, Tempio, Palau, Chilivani e da lì Cagliari). L'emiciclo Garibaldi, collocato al termine delle due discese da piazza d'Italia e piazza Castello, costituì l'altro nuovo accesso alla città ed introduce la maglia regolare della nuova espansione. Intorno alla città vecchia, seguendo per via Roma, verso la chiesa neopalladiana di San Giuseppe 1886, lungo viale Italia o salendo al rione dei Cappuccini, era concentrata la borghesia cittadina. Una zona costituita un tempo quasi per intero da ville e palazzine liberty più relativi orti e giardini in quantità tale che per un periodo si ritenne inutile la creazione di veri e propri giardini pubblici tanto alto era il loro numero.
La popolazione aumentò, 30 000 abitanti nel 1880, 38 000 nel 1901, 52 000 abitanti nel 1931. Sassari si estese ancora nel Novecento, in particolare al Monte Rosello collegato al centro nel 1934 mediante l'omonimo ponte. Conseguentemente alla politica fascista di grandi opere pubbliche Sassari fu dotata di numerosi edifici, come le scuole elementari di San Giuseppe, il liceo classico Azuni, la prima sede del liceo scientifico Spano, il palazzo di Giustizia, la nuova facciata per l'antica sede e alcuni edifici per l'università. Nel 1939 si diede avvio quelle che localmente viene chiamato lo “sventramento” del centro storico, vale a dire la demolizione di alcune parti del vecchio abitato in cui si concentravano numerosi edifici che vertevano in situazioni malsane. La demolizione ha interessato l'area compresa tra corso Vittorio Emanuele II e la Primaziale. Nella piazza, che ad oggi viene utilizzata come parcheggio intorno alla colonna Mariana, sono stati edificati alcuni palazzi moderni. La città fu risparmiata dagli attacchi aerei nel corso della seconda guerra mondiale, scampando fortuitamente a due bombardamenti che vennero annullati: l'unica bomba caduta nei pressi della stazione, pur non causando danni gravi alle infrastrutture, portò alla morte di una persona, l'unica vittima dei bombardamenti.
Nel 2005 è stata istituita l'area metropolitana di Sassari comprendente il capoluogo e i comuni di Alghero, Porto Torres, Stintino, Sorso, Sennori e Castelsardo; la popolazione al 31 ottobre 2005 era di 218 510 persone.

## La città contemporanea
Allo sviluppo del dopoguerra si deve la creazione della prima vocazione turistica attraverso la valorizzazione della  marina di Sassari, poi conosciuta come Platamona. 
I piani regolatori danno avvio a due grandi zonizzazioni, quella abitativa di Latte Dolce e Santa Maria di Pisa, e quella della zona industriale di Predda Niedda.
In pieno centro, davanti alla caserma Lamarmora i vecchi edifici lasciano il posto ai due  grattacieli di piazza Castello, rispettivamente di 12 e 19 piani, primi esempi di architettura moderna in Sardegna. Il Grattacielo nuovo, di 19 piani, fu costruito tra il 1960 e il 1965 ad opera dell'architetto Fernando Clemente.
Sassari è stata direttamente interessata al costituirsi e alla crisi del grande polo petrolchimico di Portotorres, che determinò la creazione di sobborghi per pendolari lungo la SS 131. È il caso fra gli altri di Li Punti, oggi quartiere, nato prima immediatamente a ridosso della stessa, poi più esteso, e costituito in larga parte da residenze a schiera di edilizia privata.
La moderna pianificazione si svolge oggi in relazione alle grandi attrezzature portuali e aeroportuali, che proiettano la città contemporanea nel triangolo della Nurra Sassari–Alghero–Porto Torres.
Dal punto di vista dell'edilizia culturale, la città dagli anni duemila si è impegnata nella realizzazione di molteplici cantieri, fra cui quelli sulle strutture del XV secolo (palazzo della Frumentaria, dell'ex Casa professa gesuitica/Convitto nazionale Canopoleno (ora sede della Pinacoteca Nazionale di Sassari), sulle strutture ottocentesche della (fontana delle Conce e degli stalli del mercato civico, sono stati restaurati il parco di Monserrato (recuperato da un lungo abbandono) ed eretti l'orto botanico, il nuovo tribunale dei minori e la nuova questura, la metrotranvia, l'auditorium comunale, il nuovo depuratore e il nuovo carcere (Bancali), i grandi parcheggi interrati in piazza Fiume, piazza Mercato, emiciclo Garibaldi e viale Mancini, le nuove residenze universitarie sempre in viale Mancini e via Milano e la nuova sede della Guardia di Finanza.
La provincia di Sassari detiene il primato per rapporto fra superficie commerciale ed abitanti (supermercati, ipermercati e centri commerciali) con un rapporto di 172 m²/1000 abitanti, lontano da Cagliari ferma a 121 m²/1000 abitanti, e molto sopra le medie del centro (130 m²) e nord Italia (87 m²).
La città è frazionata dalla conformazione naturale del territorio e dalle infrastrutture in molti quartieri distinti, fra cui:
- le cinque parrocchie in cui è diviso tradizionalmente il centro storico, ovvero Sant'Apollinare, San Nicola, Santa Caterina, San Sisto e San Donato
- i quartieri umbertini di via Roma e San Giuseppe
- il quartiere liberty di Cappuccini
- i quartieri moderni di Porcellana, viale Italia, via Napoli, San Paolo, Baldedda, Baddimanna, Monserrato, Prunizzedda, Luna e Sole e Lu Fangazzu, Sant'Orsola, Sassari 2 e Carbonazzi
- i quartieri popolari di Le Conce, Sacro Cuore, Santa Maria di Pisa, Monte Rosello e Latte Dolce
- le frazioni (borgate) di Ottava, Li Punti, Marchetto, San Giovanni, La Landrigga, Bancali, Caffè Roma, Caniga, Baddelonga, Saccheddu e Campanedda.
- le zone industriali e artigianali di Predda Niedda, San Simplicio e Truncu Reale
- le valli di Bunnari-Valle dei ciclamini-Scala di Giocca, Eba giara-Cabbu d'ispiga-Funtanazza-Valle di Rosello-Fosso della noce, Gardona-Rizzeddu-Gioscari-Tingari-Monserrato-Giuncheddu-Piandanna-Molafà-Mascari, Logulentu-Baddetolta-Monte Furru-Funtana Niedda, Badde pedrosa-Taniga, Funtana di la Figga, Giagamanna, Monte Tignosu, Orti di lu Paradiso, Serra Niedda, Monti Oro
- le località marine di Platamona, Porto Ferro e Argentiera